# Мэттьюс, Питер
Пи́тер Мэ́ттьюс (англ. Peter Matthews; род. 13 ноября 1989, Мандевилл, Ямайка) — ямайский легкоатлет, специализирующийся в беге на 400 метров. Серебряный призёр Олимпийских игр 2016 года в эстафете 4×400 метров.

## Биография
Дебютировал за сборную Ямайки на летней Универсиаде 2011 года в китайском Шэньчжэне, где занял второе место с личным рекордом 45,62.
Стал третьим на чемпионате Ямайки 2015 года, благодаря чему после долгого перерыва попал в состав команды на чемпионат мира. В личном виде установил личный рекорд, пробежав в забеге 400 метров за 44,69. Этот результат позволил ему выступить в полуфинале, но выйти в решающий забег не получилось. В эстафете, где Ямайка заняла четвёртое место, бежал первый этап.
После 5-го места на национальном отборе в 2016 году поехал на Олимпийские игры. В качестве участника эстафеты вновь бежал первый этап, но на этот раз вместе с партнёрами стал серебряным призёром, уступив только команде США.
Выступает за клуб Racers Track Club, тренируется у известного специалиста Глена Миллса, наставника олимпийского чемпиона и рекордсмена мира Усэйна Болта.
Закончил Технологический университет в Кингстоне по специальности «Рекреационный менеджмент».

## Основные результаты
| Год  | Турнир           | Место проведения         | Дисциплина       | Место      | Результат |
| ---- | ---------------- | ------------------------ | ---------------- | ---------- | --------- |
| 2011 | Универсиада      | Шэньчжэнь, Китай         | 400 м            | 2-е        | 45,62     |
| 2011 | Универсиада      | Шэньчжэнь, Китай         | эстафета 4×100 м | —          | DQ        |
| 2015 | Чемпионат мира   | Пекин, Китай             | 400 м            | 22-е (1/2) | 45,42     |
| 2015 | Чемпионат мира   | Пекин, Китай             | эстафета 4×400 м | 4-е        | 2.58,51   |
| 2016 | Олимпийские игры | Рио-де-Жанейро, Бразилия | эстафета 4×400 м | 2-е        | 2.58,16   |